# Gynoplistia davidsoni
Gynoplistia davidsoni là một loài ruồi trong họ Limoniidae. Chúng phân bố ở miền Australasia.